# Procnias
A Procnias a madarak osztályának verébalakúak (Passeriformes) rendjébe és a kotingafélék (Cotingidae) családjába tartozó nem.

## Rendszerezésük
A nemet Johann Karl Wilhelm Illiger írta le 1811-ben, jelenleg az alábbi 4 faj tartozik ide:
- araponga (Procnias averano)
- csombókos harangozómadár (Procnias albus)
- kopasznyakú harangozómadár (Procnias nudicollis)
- lebernyeges harangozómadár (Procnias tricarunculatus)

## Előfordulásuk
Közép-Amerika és Dél-Amerika területén honosak. A természetes élőhelyük a szubtrópusi vagy trópusi síkvidéki és hegyi esőerdők.

## Megjelenésük
Testhosszuk 28-30 centiméter közötti.

## Életmódjuk
Gyümölcsökkel táplálkoznak.